# Olcan Adın
Olcan Adın est un footballeur turc né le 30 septembre 1985 à Balıkesir en Turquie, qui évolue au poste de milieu de terrain dont le salaire est estimé à 1,6 million EUR (2015).

## Carrière en club

### Kartalspor
Le 23 août 2002, il signe son premier contrat professionnel avec le club de Kartalspor, d'une durée de trois ans.
Le 26 août 2002, il fait ses débuts professionnels avec son club, face à Maltepespor.
Le 13 octobre 2002, face à Türk Telekomspor, il inscrit ses deux  premiers buts professionnels.
Par la suite, le joueur continue de se faire remarquer et pour sa première saison, il joue 14 matchs, inscrit 2 buts et délivre 8 passes décisives.
À la suite de performances qualifiés d'excellentes, il est transféré à Fenerbahçe, alors qu'il était aussi courtisé par Trabzonspor.

### Premier passage à Fenerbahçe
Il fait sa première apparition pour Fenerbahçe, le 7 décembre 2003, lors de la victoire 4-1 face au MKE Ankaragücü en entrant au jeu à la 82e minute à la place de Yusuf Şimşek.
Par la suite, il fera encore une seule apparition en Coupe de Turquie.
Pour sa première saison, le joueur aura disputé 2 matchs et délivré une passe décisive.

### Prêt à Antalyaspor
Pour la saison 2004-2005, le joueur est prêté à Antalyaspor.
Le 4 septembre 2004, face à Bursaspor, le joueur fait sa première apparition pour son nouveau club.
Le 15 mai 2005, face à Çanakkale Dardanelspor, il permet, avec Burak Yilmaz, à son club de se maintenir.
Lors de cette saison, il prend part à 26 matchs et délivre 10 passes décisives.

### Retour à Fenerbahçe
Lors de la saison 2005-2006, il n'est pas souvent utilisé et dispute un total de cinq rencontres pour aucun but inscrit, toute compétitions confondues.
Lors de la saison 2006-2007, le joueur est tout aussi peu utilisé et dispute 9 matchs et inscrit 1 but, toute compétitions confondues. Il inscrit son premier but face à İnegölspor (en) le 19 décembre 2006 à l'occasion d'une rencontre de coupe de Turquie. Il dispute également le premier match en coupe d'Europe de sa carrière, lors du Second tour de qualification de ligue des champions, le 1er août 2006 face au B36 Tórshavn.

### Karşıyaka
Pour la saison 2007-2008, il est prêté à Karşıyaka SK.
Le 26 août 2007, face à Giresunspor, il fait sa première apparition pour le club.
Le 15 septembre 2007, il inscrit son premier but cette fois face à Diyarbakırspor.
Durant cette saison, il dispute un total de 33 rencontres, inscrit huit buts et délivre 11 passes décisives.

### Gaziantepspor
Souhaitant avoir un temps de jeu plus important, le joueur est transféré lors du mercato d'été à Gaziantepspor.
Mais pour sa première saison, les temps sont difficiles et les choses ne se passent pas comme le joueur l'avait espéré. En effet, lors de cette saison, il ne dispute que 15 matchs toutes compétitions confondues.
Lors de la saison 2009-2010, Adın devient un des éléments clés de l'équipe.
Le 1er novembre 2009, il inscrit son premier but pour Gaziantepspor, face à Diyarbakırspor, ce qui est également son premier but en championnat de Turquie.
À la fin de cette saison, le joueur totalise un nombre de 31 rencontres et trois buts. Cela constitue alors, depuis le début de sa carrière, la saison où le joueur dispute le plus de rencontres.
Le 19 mars 2011, le joueur inscrit un triplé, face à İstanbul BB, ce qui constitue le premier triplé de sa carrière professionnelle.
Lors de la saison 2010-2011, Olcan Adin est un des éléments clés de son équipe qui termine d'ailleurs à la quatrième place, et qui accède à la Ligue Europa. Le joueur dispute 41 matchs et inscrit 14 buts.
Lors de la première moitié de la saison 2011-2012, le joueur continue toujours à avoir des performances qualifiés d'excellentes, et dispute un total de 18 matchs et inscrit cinq buts.

### Trabzonspor

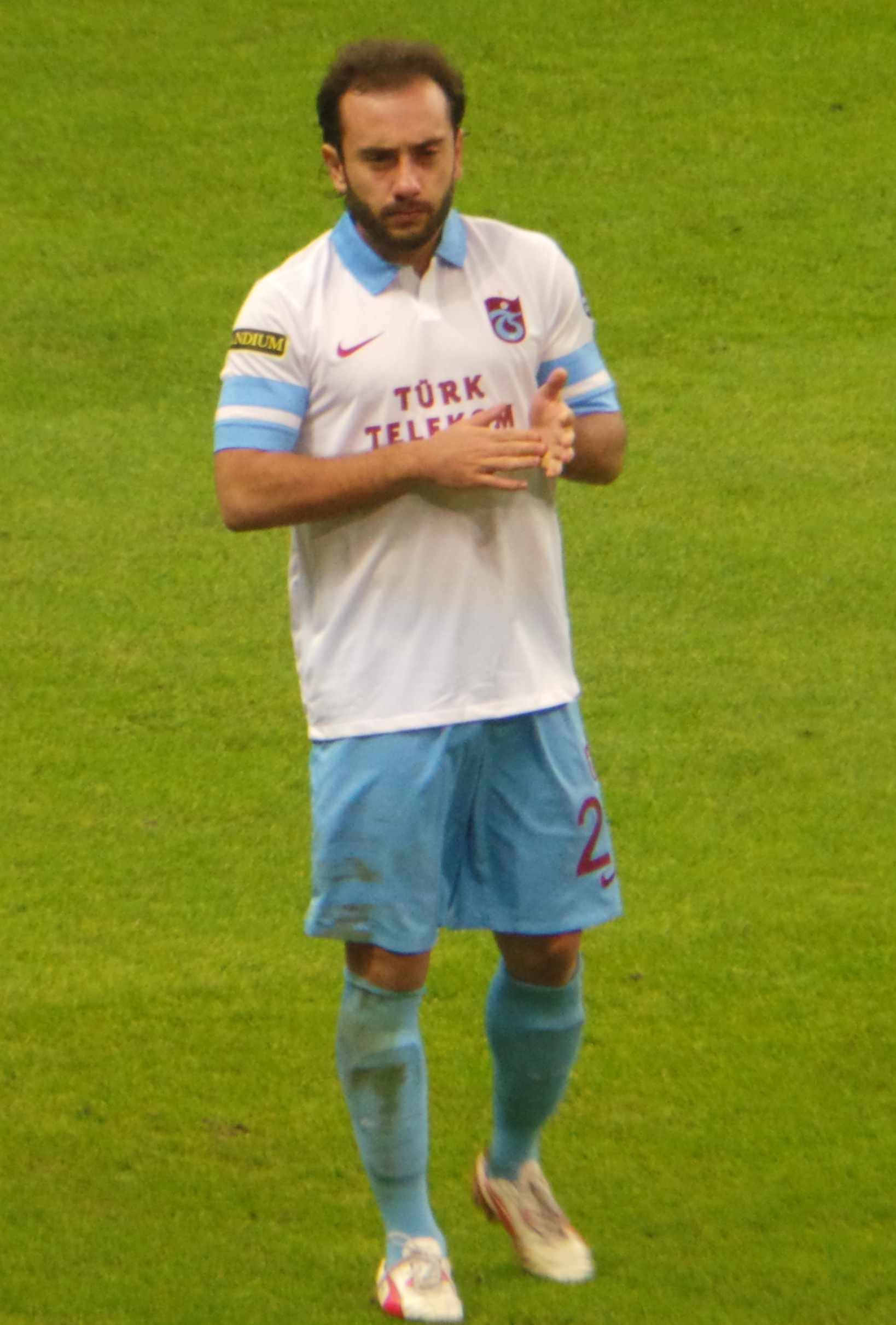
Olcan Adın sous le maillot de Trabzonspor en 2013.

Le 28 décembre 2011, le joueur est transféré à Trabzonspor pour un montant de 3,25 millions d'euros plus le prêt de Marek Sapara en échange. Le transfert est effectif à partir du 1er janvier 2012.
Durant la deuxième partie de la saison 2011-2012, Adın devient directement un des titulaires de Trabzonspor. En effet, le joueur fait des prestations qualifiées de bonnes. Ainsi, il prend part à 26 matchs et inscrit cinq buts.
Lors de la saison 2012-2013, le joueur continue ses bonnes performances.
Lors de la saison 2013-2014, Adın est un des éléments clés de son équipe. Ainsi, le joueur et son équipe s'illustre sur la scène européenne notamment en battant la Lazio de Rome. Le 28 novembre 2013, le joueur inscrit un triplé lors de la victoire de son équipe 4-2 face à l'Apollon Limassol. Mais le club de la mer noire sera éliminé en 1/16e de finale par la Juventus de Turin.
Ainsi, à la fin de la saison, les dirigeants se disent prêt à discuter à propos d'un éventuel départ du joueur.

### Galatasaray
Courtisé également par le Beşiktaş JK, le 4 juillet 2014, Olcan Adın est officiellement transféré à Galatasaray contre un montant de 4 millions d'euros plus Salih Dursun en prêt pour une  durée de deux ans.
Il joue sa première rencontre officielle avec son nouveau club  à l'occasion de la Supercoupe de Turquie 2014, le 25 août 2014, face à Fenerbahçe. Galatasaray perdra la rencontre aux Tirs au but.
Il inscrit son premier but pour Galatasaray le 30 août 2014 face à Bursaspor, pour le compte de la première journée du Süper Lig 2014-2015, après qu'il soit entré en jeu à la 75e minute. Les lions remportent finalement la rencontre sur le score de 2-0.
Avec Galatasaray, il joue cinq matchs lors de la phase de groupe de la Ligue des champions : un en 2014, et quatre en 2015.
En août 2016, le club rompt unilatéralement le contrat du joueur.

### Fin de carrière
En décembre 2016, il s'engage avec le club du Akhisar Belediyespor.
En août 2018, il revient à Antalyaspor, mais ne dispute que deux rencontres de Coupe de Turquie.

## Carrière en équipe nationale
Avec les moins de 19 ans, il participe au championnat d'Europe des moins de 19 ans en 2004. Lors de cette compétition organisée en Suisse, il prend part à quatre matchs. Il se met en évidence en inscrivant deux buts en phase de poule, contre la Pologne et l'Allemagne. La Turquie progresse jusqu'en finale, en s'inclinant face à l'Espagne. Toutefois, Olcan Adın reste sur le banc des remplaçants lors de cette finale, à la suite d'une accumulation de cartons jaunes.
Avec les moins de 20 ans, il dispute la Coupe du monde des moins de 20 ans en 2005. Lors du mondial junior organisé aux Pays-Bas, il officie comme titulaire indiscutable et joue quatre matchs. La Turquie s'incline en huitièmes de finale face à l'Espagne.
Il honore sa première sélection en équipe de Turquie le 29 février 2012, à l'occasion du match amical face à la Slovaquie, qui voit les turcs perdre la partie sur le score de 1-2.
Il inscrit son unique but en sélection le 5 mars 2014, lors d'un match amical remporté 2-1 par la Turquie face à la Suède.
Au cours de sa carrière, Olcan Adın dispute un total de dix rencontres, pour un seul but inscrit en équipe nationale.

## Palmarès
- Avec Fenerbahçe :
  - Champion de Turquie en 2004 et 2007.

- Avec Galatasaray :
  - Champion de Turquie en 2015
  - Vainqueur de la Coupe de Turquie en 2015 et en 2016
  - Vainqueur de la Supercoupe de Turquie en 2015

- Avec Akhisar Belediyespor :
  - Vainqueur de la Coupe de Turquie en 2018

## Statistiques détaillées

### En club
(septembre 2021).
| Saison                | Club                  | Championnat           | Championnat | Championnat | Coupe(s) nationale(s) | Coupe(s) nationale(s) | Compétition(s) continentale(s) | Compétition(s) continentale(s) | Compétition(s) continentale(s) | Sélection | Sélection | Sélection | Total | Total |
| Saison                | Club                  | Division              | M.          | B.          | M.                    | B.                    | Comp.                          | M.                             | B.                             | Équipe    | M.        | B.        | M.    | B.    |
| 2002 - 2003           | Kartalspor            | 3                     | 14          | 2           | -                     | -                     | -                              | -                              | -                              | -         | -         | -         | 14    | 2     |
| 2003 - 2004           | Fenerbahçe            | 1                     | 1           | 0           | 1                     | 0                     | -                              | -                              | -                              | -         | -         | -         | 2     | 0     |
| 2004 - 2005           | Antalyaspor           | 2                     | 26          | 0           | 2                     | 0                     | -                              | -                              | -                              | -         | -         | -         | 28    | 0     |
| 2005 - 2006           | Fenerbahçe            | 1                     | 3           | 0           | 2                     | 0                     | -                              | -                              | -                              | -         | -         | -         | 5     | 0     |
| 2006 - 2007           | Fenerbahçe            | 1                     | 2           | 0           | 5                     | 1                     | C1+C3                          | 1+1                            | 0+0                            | -         | -         | -         | 9     | 1     |
| 2007 - 2008           | Karşiyaka             | 2                     | 32          | 9           | 1                     | 0                     | -                              | -                              | -                              | -         | -         | -         | 33    | 9     |
| 2008 - 2009           | Gaziantepspor         | 1                     | 12          | 0           | 3                     | 2                     | -                              | -                              | -                              | -         | -         | -         | 15    | 2     |
| 2009 - 2010           | Gaziantepspor         | 1                     | 30          | 2           | 1                     | 1                     | -                              | -                              | -                              | -         | -         | -         | 31    | 3     |
| 2010 - 2011           | Gaziantepspor         | 1                     | 33          | 12          | 8                     | 2                     | -                              | -                              | -                              | -         | -         | -         | 41    | 14    |
| 2011 - 2012           | Gaziantepspor         | 1                     | 14          | 4           | 0                     | 0                     | C3                             | 4                              | 1                              | -         | -         | -         | 18    | 5     |
| 2011 - 2012           | Trabzonspor           | 1                     | 16          | 4           | 1                     | 0                     | C3                             | 2                              | 1                              | Turquie   | 1         | 0         | 20    | 5     |
| Total sur la carrière | Total sur la carrière | Total sur la carrière | 183         | 33          | 24                    | 6                     | -                              | 8                              | 2                              | 0         | 1         | 0         | 216   | 41    |